# Marmara (Balıkesir)
Marmara ist eine Stadt im gleichnamigen Landkreis der türkischen Provinz Balıkesir und gleichzeitig ein Stadtbezirk der 2012 geschaffenen Büyükşehir Belediyesi Balıkesir (Großstadtgemeinde/Metropolprovinz). Die Stadt liegt etwa 110 Kilometer nördlich des Zentrums von Balıkesir. Seit einer Gebietsreform 2012 ist die Kreisstadt flächen- und einwohnermäßig identisch mit dem Landkreis.
Der Landkreis besteht aus den Inseln Marmara Adası, Türkeli Adası (auch Avşa Adası), Ekinlik Adası (auch Kaşık Adası) und Hayırsız Adası. Sie liegen im Norden der Provinz, nordwestlich der Halbinsel Kapıdağı Yarımadası, die dem Landkreis Erdek entspricht, im Marmarameer.
Im Norden der Insel liegen beim Ort Saraylar die Steinbrüche, in denen der bereits in der Antike berühmte weiße Prokonnesische Marmor abgebaut wird, aus dem unter anderem der Pergamonaltar geschaffen ist. Der Name kommt von der griechischen Bezeichnung Prokonnesos für die Insel. In Saraylar ist ein Open-Air-Marmormuseum zu besichtigen.
Bis Ende 2012 bestand der Kreis aus der Kreisstadt (mit 5 Mahalles) und zwei weiteren Belediyes (Gemeinden): Avşa (3) und Saraylar (4 Mahalle). Des Weiteren existierten noch vier Dörfer (Köy), zusammengefasst in einem Bucak. Die vier Mahalles der beiden Belediyes und die der vier Dörfer wurden während der Verwaltungsreform in Mahalles umgewandelt.

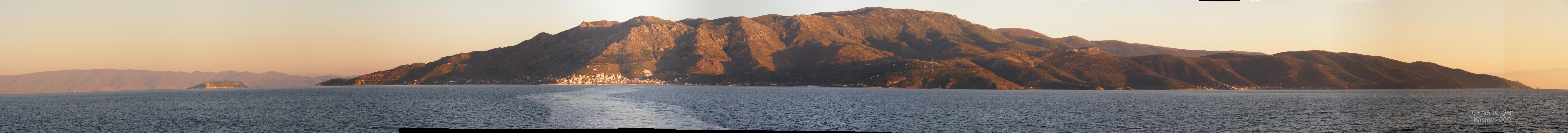
Marmara-Insel von Süden

## Persönlichkeiten
- Aristeas von Prokonnesos, griechischer Dichter und Magier im 7. Jahrhundert v. Chr.